# 14 Pułk Artylerii Górskiej (austro-węgierski)
Tyrolsko-Voralberski Cesarski Pułk Artylerii Górskiej Nr 14 (Tiroler und Voralberger Gebirgsartillerieregiment Kaiser Nr. 14) – pułk artylerii górskiej cesarskiej i królewskiej Armii.
Pułk został utworzony w 1891 roku, stacjonował w Villach. W 1914 pułk wchodził w skład 1 Brygady Artylerii Górskiej w składzie XIV Korpusu.
Do 1918 żołnierzem pułku był ppor. rez. Marian Hełm-Pirgo.